# Edwin Austin Abbey
Edwin Austin Abbey, född 1 april 1852 i Philadelphia i USA, död 1 augusti 1911 i London i Storbritannien, var en amerikansk konstnär.
Edwin Abbey var en av de främsta tecknarna i sin samtid. Redan som tonåring arbetade han för förlaget Harper & Brothers i New York och skapade uppskattade teckningar i penna och bläck av diktare som Robert Herrick, Oliver Goldsmith och William Shakespeare. Trots att han behöll sin amerikanska karaktär, ville han förkovra sig i porträttmålning och befann sig i England under långa perioder.
I unga år besökte Abbey en konstutställning i hemstaden och blev särskilt förtjust i de engelska målningarna. Med tanke på en serie teckningar, flyttade han 1878 till Storbritannien för att forska om Robert Herricks poesi. Abbey fick i uppdrag att retuschera historiska muralmålningar i Europa och USA. Han invaldes 1883 i Royal Institute of Painters in Water-Colours och blev 1902 medlem i National Academy of Design. I hans senare verk ingick bland annat arkitekturritningar.

## Bildgalleri

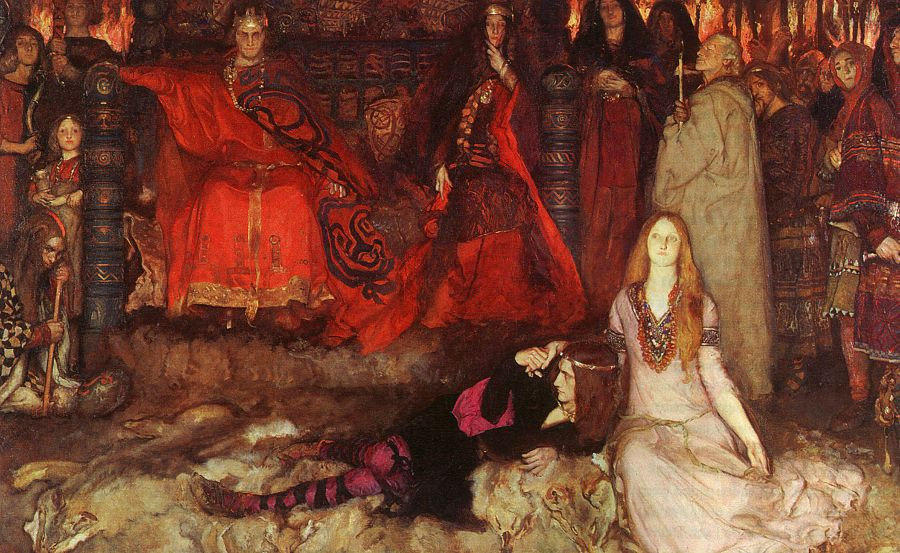
"The play scene" i Hamlet, 1897
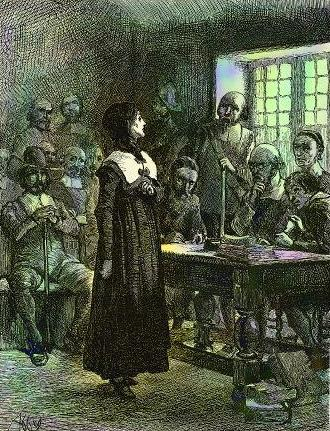
Anne Hutchinson on Trial, 1901
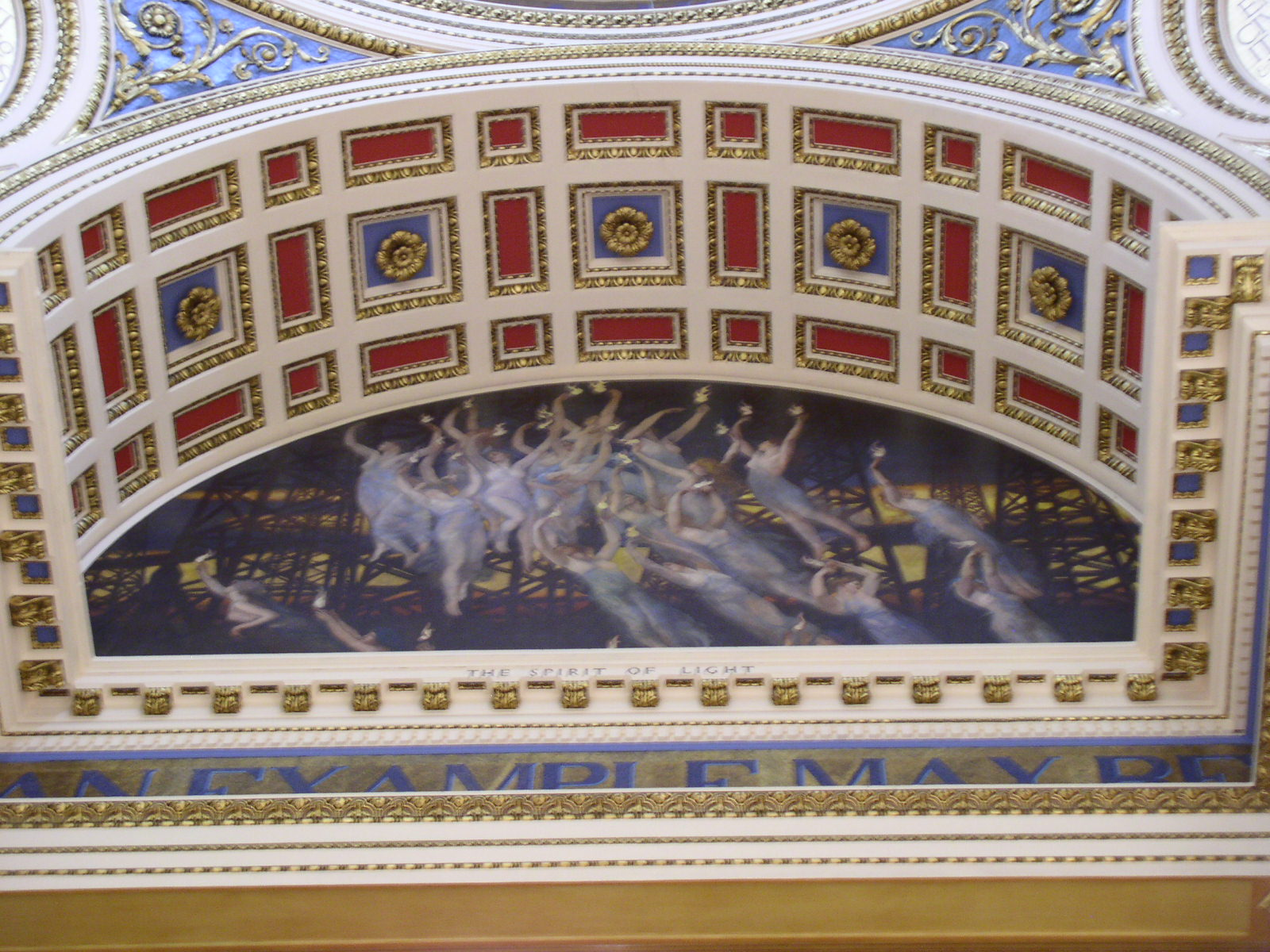
Spirit of Light, Pennsylvania State Capitol rotunda, Harrisburg
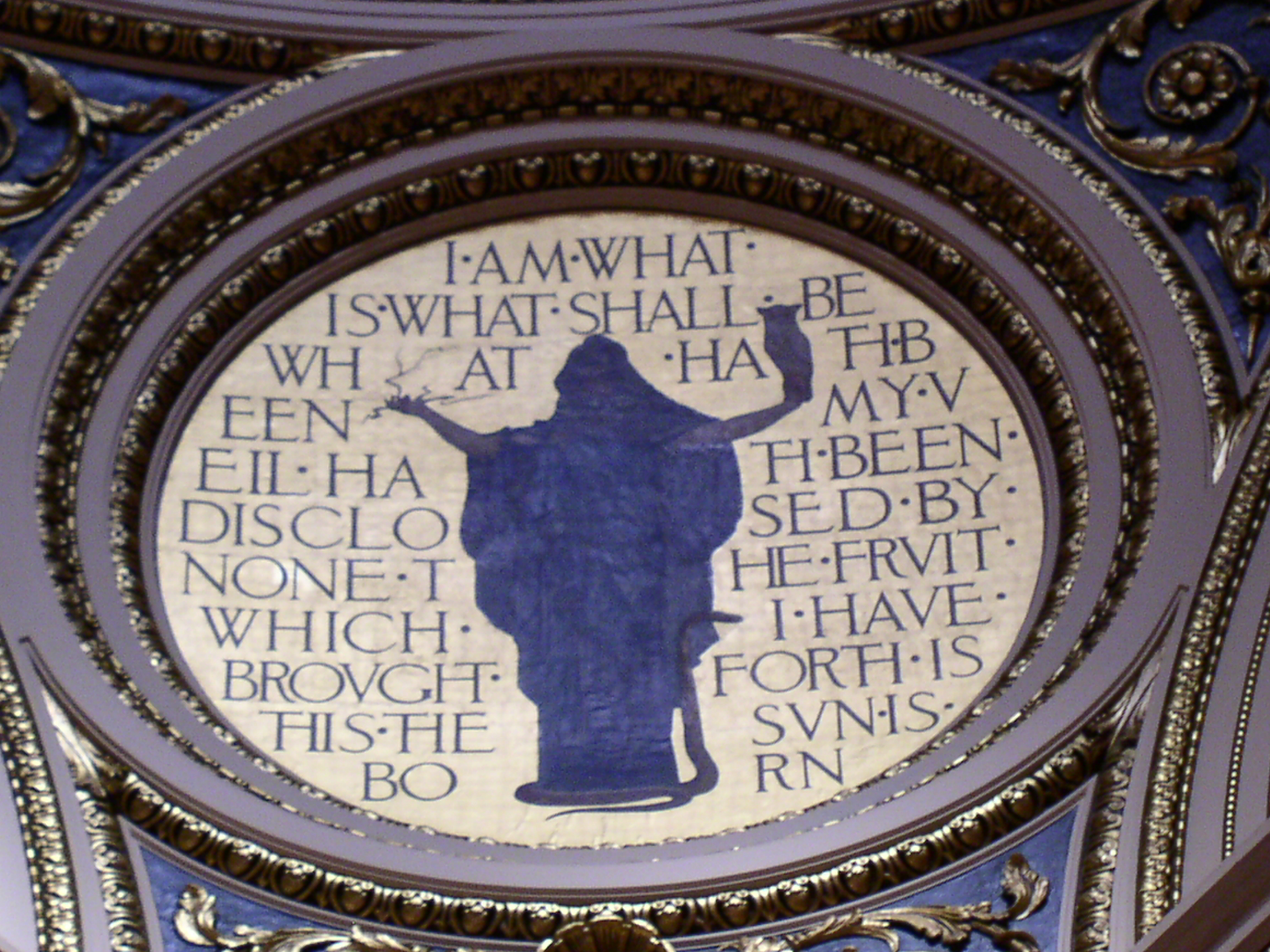
Allegorin Science, Pennsylvania State Capitol, Harrisburg